# Хаммерих, Голла Андреа
Голла Андреа Хаммерих (дат. Golla Andrea Hammerich, урожд. Енсен, дат. Jensen; 1 ноября 1854, Роскилле — 1 мая 1903, Копенгаген) — датская пианистка. Жена музыковеда Ангула Хаммериха.
Училась у Карла Фредерика Эмиля Хорнемана, Франца Неруды и Августа Виндинга. Концертировала в пределах Дании, исполняла произведения Эдварда Грига, Антона Аренского и др. Пробовала себя как клавесинистка. Была активной участницей Датского музыкально-педагогического общества. В 1901 г. опубликовала под псевдонимом Ансельмус (Anselmus) автобиографическую пьесу «Признание» (дат. Et Skriftemaal).